# Stadhuis van Besançon
Het stadhuis van Besançon (Frans: Hôtel de ville de Besançon) is het gemeentehuis van de Franse stad Besançon, gesitueerd aan de Place du 8-Septembre.
In 1912 erkende het Ministère de la Culture het stadhuis als monument historique van Frankrijk